# Auer Pál
Alsóterényi Auer Pál(Budapest, 1885. október 3. – Párizs, 1978. június 21.) magyar jogi író, nemzetközi jogász, szabadkőműves.

## Életpályája
Jómódú budapesti zsidó családban született. Apja, Auer Róbert (1861–1945) tőzsdetanácsos, a Kereskedelmi Utazók Egyesületének elnöke, anyja Gallitzenstein Klára. A család kitért a református vallásra, s 1910-ben nemesi címet kapott. Ettől fogva viselték az alsóterényi előnevet. Auer Pál a budapesti VII. kerületi főgimnáziumban érettségizett 1903-ban, majd a budapesti tudományegyetemen 1908-ban szerzett jogi doktorátust.
Külföldi tanulmányait követően 1910-ben tett ügyvédi szakvizsgát. 1911-ben Budapesten nyitott ügyvédi irodát, ahol elsősorban nemzetközi jogi vonatkozású ügyekkel foglalkozott. Az első világháborúban tüzértisztként teljesített frontszolgálatot 1914 és 1918 között.
A magyarországi Tanácsköztársaság idején Bécsben élt. 1919-ben Magyarországot képviselte a Nemzetek Szövetségét előkészítő nemzetközi konferencián, majd 1920-ban a trianoni békeszerződés által létesített határmegállapító bizottság jogi szakértője volt. A két világháború között ismét ügyvédi irodája volt Budapesten. 1923-ban a Magyar Békeegyesület elnöke lett, később (1924) a Páneurópai Unió magyar osztályának elnöke, a francia követség jogtanácsosa volt. 1926-ban a frankhamisítási botrányban a francia államot képviselte. 1936-ban javaslatot dolgozott ki a Nemzetek Szövetsége reformjára. A Journal de Genève magyarországi munkatársa volt.
A gróf Károlyi Mihály vezette Függetlenségi és 48-as (Károlyi) Párt tagja (1918–1919), Kossuth-párti, majd független képviselőként a budapesti törvényhatósági bizottság tagja (1926–1939). 1943-tól volt a Független Kisgazdapárt (FKgP) tagja. Francia és angol kapcsolatai, valamint németellenes nézetei miatt 1944-ben – az ország német megszállása után – illegalitásba kényszerült.
A második világháború után az FKgP budapesti VI. kerületi szervezetének elnöke és az országos intéző bizottság tagja (1945–1946), továbbá a budapesti nemzeti bizottság (1945), illetve a budapesti törvényhatósági bizottság tagja volt (1945–1946). Az Ideiglenes Nemzetgyűlés (Budapest, 1945. április–november), a Nemzetgyűlés képviselője (Nagy-Budapest, 1945–1946) és Külügyi Bizottságának elnöke (1945–1946). Ő volt 1946-tól Magyarország párizsi követe. Amikor Nagy Ferenc miniszterelnök lemondott és elhagyta az országot, 1947. június 2-án Auer is lemondott tisztségéről, és Franciaországban maradt. Ezután haláláig Párizsban élt.
Számos jogi tanulmány szerzője. A magyar politikai emigráció egyik meghatározó személyiségeként írott politikai írásai az európai egység kérdésén kívül főleg a nagyhatalmak konfliktusainak békés megoldásával foglalkoztak.

## Főbb művei
- Kezdetben Avar Pál néven szépirodalmi műveket is írt, és műfordításaiból Benedek Marcell-lel közösen adott ki egy kötetet (Idegen költők, Bp., 1906).
- Becsület és becsületsértés (jogi tanulmány, Budapest, 1908)
- A magyar középosztály forradalma (politikai tanulmány, Budapest, 1913)
- A népek szövetsége (tanulmány, Budapest, 1918)
- Das Pariser Völkerbundabkommen (1920)
- The protection of national minorities (International Law Association, London)
- L'ONU. Ce qu'elle est. Ce qu'elle devrait être (tanulmány, Párizs, 1962)
- Fél évszázad (emlékezések, Washington, 1971)
- Elkerülhető-e a harmadik világháború? (politikai tanulmány, München, 1977)

## Díjai, elismerései
- A Francia Becsületrend lovagja (1927), parancsnoka (1947)[9]